# نوروزی‌ها
نوروزی‌ها یک مجموعه تلویزیونی محصول سال ۱۳۷۹ به کارگردانی بهروز بقایی، نویسندگی  و تهیه‌کنندگی  می‌باشد که از شبکه یک پخش شد.

## بازیگران
- رضا فیاضی
- محمدرضا حقگو
- رامین ناصرنصیر
- ارژنگ امیرفضلی
- حمید لولایی
- رضا خندان
- سوسن مقصودلو[۱]
- فریده دریامج